# Thomas Leeb
Thomas Leeb é um violonista fingerstyle nascido em Klagenfurt, Áustria.

## Biografia
Thomas Leeb cresceu na pequena aldeia de montanha austríaca Turracher Höhe na Caríntia, como o mais jovem dos quatro filhos da família de um proprietário de hotel. Durante um período de 13 anos, ele aprendeu sozinho a guitarra elétrica, depois passou para o violão.  Ele tinha quinze anos, quando ele decidiu se tornar um músico e teve seus primeiros concertos, embora seus pais o fizeram terminar o colegial. Ele produziu seu primeiro CD, Reveller, quando ele tinha dezessete anos. Após o colegial, ele visitou a Irlanda por quatro meses como músico de rua. Em 1997, gravou seu segundo CD Hope (esgotado) e terminou em terceiro lugar no Open Strings Festival de 1998, em Osnabruque, Alemanha.[carece de fontes?]
Em 1999, Leeb publicou seu terceiro CD, Riddle, no web portal MP3.com e estudou no California Institute of the Arts, com foco em world music e música tradicional de Gana. Seus professores eram os percussionistas Kobla Ladzekpo e Alfred Ladzekpo, e o guitarrista Miroslav Tadić. Leeb se formou em 2003 como Bachelor of Fine Arts. Ele produziu seu quarto álbum, Spark em 2004 e gravou de forma totalmente independente, vendendo os CDs em seu website. Em 2006 gravou o CD Upside Down e em 2007 Desert Pirate.
Leeb excursiona incessantemente, principalmente para os Estados Unidos, Europa (Alemanha, Áustria, Inglaterra, Alemanha, Irlanda e Croácia) e Ásia (Taiwan, Coreia do Sul e Japão); conseguindo assim, construir uma comunidade de fãs em todo o mundo.
Leeb ensina de forma irregular como freelancer em duas escolas de música de Los Angeles. Todo verão ele organiza uma oficina em sua cidade natal austríaca Turracher Höhe que é altamente freqüentada, principalmente por violonistas e guitarristas britânicos. Leeb ensinou master classes na Escola de Música de Londres e no  Guitar Institute of Technology em Hollywood.
Ele foi destaque em várias revistas de guitarra internacionais, como Guitar Player e Acoustic Guitar. Leeb é referência para vários jovens violonistas, como Sungha Jung e Newton Faulkner. Leeb é casado e vive em Val Verde, Califórnia.

## Influências e técnica
Thomas Leeb chama sua música de "the bastard child of acoustic guitar" (literalmente "o filho bastardo do violão acústico", combinando técnicas incomuns, idéias e harmonias com uma atitude franca e ousada. Seu amigo, o violonista irlandês Eric Roche, o chamou de "meu irmão nas cordas" e foi um grande apoio para o seu desenvolvimento. Roche já demonstrou sua admiração no próprio site de Leeb: "Eu me considerei professor por cinco minutos, e então  ouvi ele tocar". Uma das principais influências musicais de Leeb é Michael Hedges.
Leeb segue seu próprio caminho como violonista e compositor, exibindo um estilo de violão muito idiossincrático e particular. Característico para este modelo são elementos percussivos gerados por bater no corpo da guitarra com a palma da mão ou dedos individuais ao jogar padrões fingerstyle intrincados. Em seu CD Pirata Desert ele usa um scratching-board, colado à superfície de sua guitarra. Com isso ele acrescenta scratch rítmicos para algumas de suas peças que são surpreendentemente semelhante aos sons típicos dos scratch's dos DJ's, apesar de sua origem "acústica". Algumas de suas peças possuem melodias estranhas e lembram música do Oriente e dos Bálcãs. A maioria de seus trabalhos são ritmicamente complexos e meticulosamente trabalhados.
Leeb possui violões do luthier George Lowden e da marca Parkwood Guitars. Seus violões são amplificados com um "Fishman Rare Earth system" (microfone interno / combinação de captador magnético). Seu som vivo é produzido por um tampo Ocidental puro transdutor  K&K. Seu equipamento técnico adicional abrange LR Baggs, Pará e caixas Highlander PAM DI, bem como um sistema de "Alesis NanoVerb System".

## Discografia
- Reveller (1994)
- Hope (1997)
- Riddle (1999)
- Spark (2004)
- Upside Down (2006)
- Desert Pirate (2007)
- No Alibis (2011)
- Juvenalia (2014)
- Live in Brazil (2015)
- Radio Hill (2021)